# 岡崎市立翔南中学校
岡崎市立翔南中学校（おかざきしりつ しょうなんちゅうがっこう）は、愛知県岡崎市針崎町にある公立中学校。

## 沿革・概要

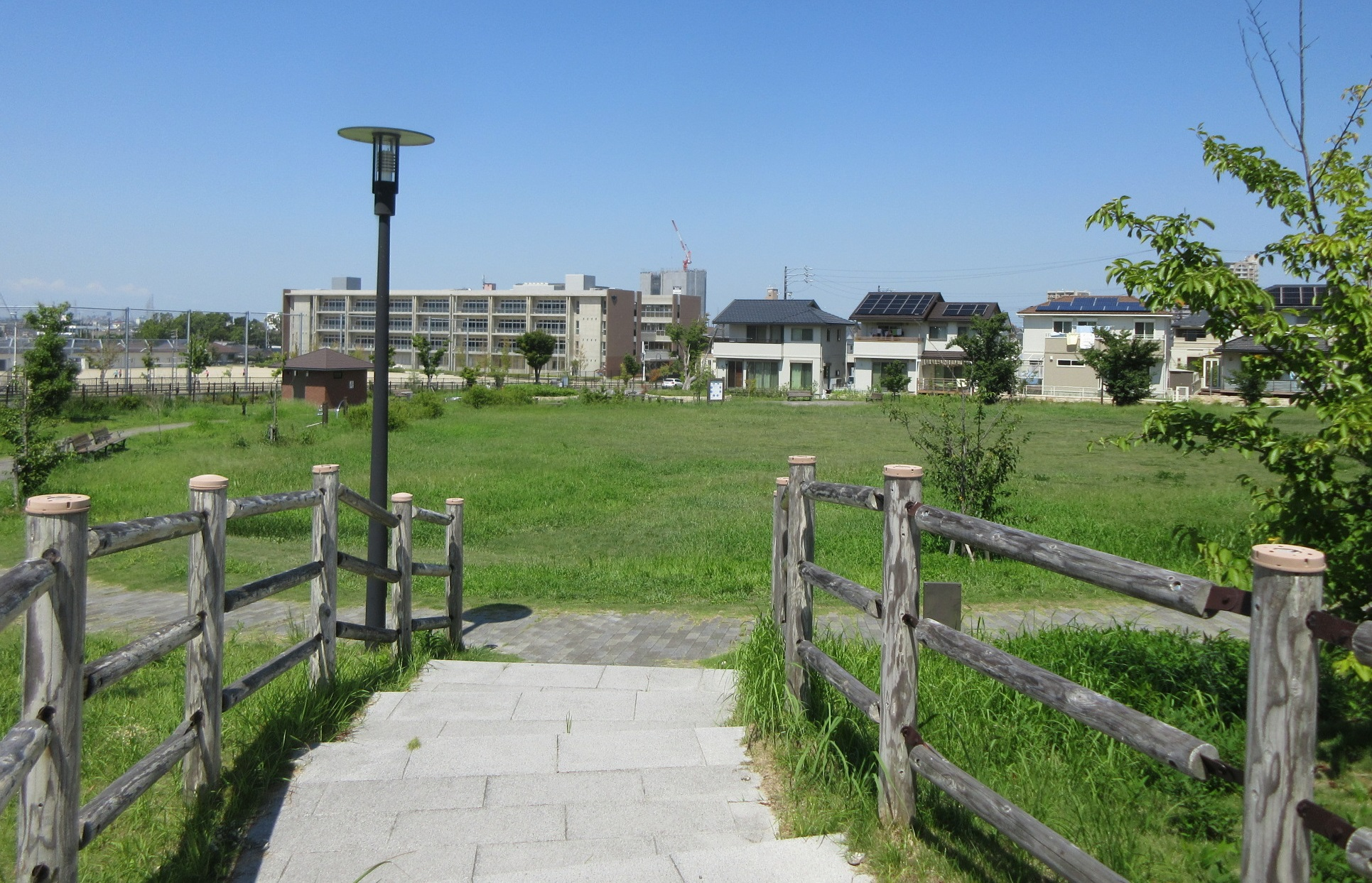
日清紡針崎工場跡地には、大規模住宅などが整備された。奥に見えるのが本校。

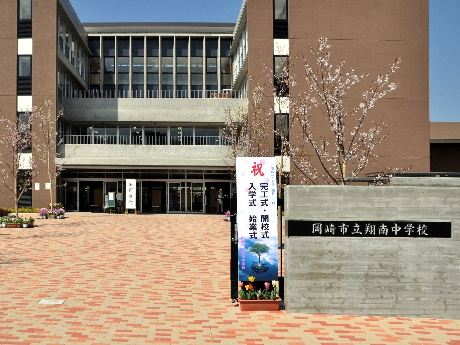
正門（2013年4月5日撮影）

2007年（平成19年）12月31日、針崎町にある日清紡針崎工場が操業を停止した。15ヘクタールに及ぶ工場跡地について、同社は岡崎市と協力しながら、戸建て分譲と生活関連商業施設などの建設を目指し、2期から3期に分けて販売していく方針を同年中に立てた。
2008年（平成20年）1月29日、30日、住宅開発事業に向けた現地視察会が開催される。市は、岡崎市立南中学校の過大規模化（2008年度の生徒数は1,100人）の解消を図るため、視察会の過程で、新設中学校の用地取得についての申し出を日清紡に行った。
2009年（平成21年）6月4日、市議会本会議で、新設中学校の開校予定時期が2013年4月であることが明かされた。2010年（平成22年）11月末、全227区画の大規模住宅「岡崎プライムパーク 春咲の丘」が竣工。新設中学校の設計は、春咲の丘の開発を行った三菱地所設計名古屋支店が担当した。
2013年（平成25年）4月、岡崎市立翔南中学校が開校。南中学校からさらに南へ羽ばたくという意味を込めて「翔南」と命名された。岡崎小学校の全児童と、羽根小学校、小豆坂小学校の一部の児童が本校へ進学することとなった。2023年には、創立10周年を記念したイベントが行われた。
| 調査日       | 1年   | 2年   | 3年   | 計    | 通常学級 | 特別支援学級 | 出典   |
| ------------ | ----- | ----- | ----- | ----- | -------- | ------------ | ------ |
| 2013年4月8日 | 169人 | 171人 | 170人 | 510人 | 15       | 2            | [ 7 ]  |
| 2019年5月1日 | 205人 | 170人 | 191人 | 566人 | 16       | 2            | [ 8 ]  |
| 2020年5月1日 | 228人 | 211人 | 172人 | 611人 | 18       | 3            | [ 9 ]  |
| 2021年5月1日 | 203人 | 229人 | 208人 | 640人 | 18       | 4            | [ 10 ] |
| 2022年5月1日 | 250人 | 209人 | 226人 | 685人 | 20       | 4            | [ 11 ] |
| 2023年5月1日 | 266人 | 252人 | 210人 | 728人 | 21       | 4            |        |

## 学区
| 小学校名              | 町名 |
| --------------------- | --- |
| 岡崎小学校 （全域）   | 針崎町、若松町（字川向・字向山のうち、通称シビックヒルズを除く。）、羽根西新町、柱1丁目～柱6丁目、針崎1丁目～2丁目、柱町（字馬畷、字折戸、字上川田、宇下川田、字下字、字神明、字竹ノ花、字堤畔、字百々、字西浦、字林、字東浦、字南屋敷） |
| 羽根小学校 （一部）   | 柱町、柱曙、庄司田、羽根東町、羽根町字長田、羽根町字東荒子、羽根町字若宮、羽根町字東ノ郷、羽根町字前田、羽根町字大池、羽根町字陣馬のうち通称羽根東山二区の区域                                                                           |
| 小豆坂小学校 （一部） | 羽根町、庄司田3丁目（1番地1～1番地24・5番地1～5番地5） |

## 沿革
- 2013年（平成25年）4月 - 開校。

## 交通アクセス
- JR岡崎駅より、名鉄バス「針崎町」下車徒歩5分